# 1797 у літературі

## Твори
- «Герман і Доротея» — поема Ґете
- «Латиші» — антикріпосницька книга Гарліба Меркеля
- «Ідеї філософії природи» — праця німецького філософа-ідеаліста Фрідріха Вільгельма Шеллінга
- «Гіперіон» (перша частина) — роман Фрідріха Гельдерліна, найбільший з його творів
- Опубліковані перші глави пригодницько-містичного роману польського аристократа Яна Потоцького «Рукопис, знайдений у Сарагосі»
- Джейн Остін закінчила роботу над романом Гордість і упередження, який побачив світ у січні 1813 року

## Видання
- Священик Огюстин де Барюель опублікував книгу «Мемуари з історії якобінства» (фр. Mémoires pour servir à l’Histoire du Jacobinisme), що описувала глобальну змову за участю численних таємних груп (контрольованих ілюмінатами), результатом якої стала Французька революція
- В Тюрингії виходить перша книга «Природна історія домашніх тварин», Йогана Маттеуса Бехштейна

## Народилися
- 6 січня — Едвард Тернер Бенет, британський зоолог і письменник
- 6 січня — Аннетте фон Дросте-Гюльсгофф, німецька поетеса і новелістка
- 26 січня — Матія Чоп, словенський мовознавець, історик літератури і критик, автор першого «Огляду словенської літератури», виданого в 1864
- 19 березня — Юзеф Коженьовський, польський письменник, драматург, педагог
- 27 березня — Альфред де Віньї, французький поет і письменник романтичного напряму
- 21 червня — Кюхельбекер Вільгельм Карлович, декабрист, літератор, друг Пушкіна і Грибоєдова
- 30 серпня — Мері Шеллі (Годвін), англійська письменниця, дружина поета Персі Шеллі, донька Мері Волстонкрафт
- 28 вересня — Софія Маргарита Кнорринг, шведська романістка
- 3 листопада — Бестужев Олександр Олександрович, російський письменник, декабрист
- 13 грудня — Генріх Гейне, один із найважливіших німецьких поетів та журналістів 19 століття
- Дмитро Олексійович Ерістов, грузинський князь, учений і літератор, автор статей з історії України

## Померли
- 22 лютого — Барон Мюнхгаузен, німецький барон, історична особа і літературний персонаж
- 9 липня — Едмунд Берк, англійський державний діяч, публіцист, мислитель
- 10 вересня — Мері Волстонкрафт, британська письменниця, філософ і феміністка, мати Мері Шеллі